# Rob Marcello
Robert Marcello (Örebro, 9 settembre 1977) è un chitarrista svedese, che ha preso il posto di Andy Timmons nei Danger Danger nel 2003.

## Discografia

### Iron Horse
- Iron Horse (2001)

### Twenty 4 Seven
- Destination Everywhere (2002)

### Danger Danger
- Live and Nude (2005)
- Revolve (2009)

### Marcello-Vestry
- Marcello-Vestry (2008)

### The Defiants
- The Defiants (2016)
- Zokusho (2019)
- Drive (2023)